# Faro de Capdepera
El faro de Capdepera, en Mallorca, junto con el faro de Artrutx en la costa de Menorca, baliza el canal que separa las dos islas en su punto más estrecho. Se sitúa en el municipio español de Capdepera. La instalación óptico-luminosa para luz blanca con destellos rojos cada dos minutos y la linterna fue suministrada por la casa francesa Sautter; estando constituida la fuente de luz por una lámpara Legrand de aceite de oliva, hasta que, en 1960 se inició la electrificación mediante una línea de media tensión para unirle con Cala Rajada y con dos grupos electrógenos.

## Historia
Comienza a iluminar con una óptica fija y parte externa giratoria de 6 lentes rojas. La apariencia de luz era blanca variada por destellos rojos cada dos minutos. Utilizaba una lámpara moderadora de aceite para faro de 3.º orden. En 1899, y debido a los problemas que la humedad ocasionaba en el edificio, se sustituyó la azotea por un tejado de tejas, a dos aguas. En 1912 se instaló una Chance de incandescencia de vapor de petróleo de 55 m/m conservando el mismo aparato óptico y característica. Como auxiliar se utilizaba una Lámpara Chance de dos mechas. En 1924 se instaló la óptica que permanece expuesta hoy en Portopí, con flotador de mercurio para las cinco lentes externas giratorias y una parte catadióptrica fija; su apariencia era de luz fija variada por grupos de 3+2 destellos. En 1969 se electrificó el alumbrado conservando la parte no giratoria de la óptica pero retirando las lentes externas giratorias que estaban acopladas al mecanismo de rotación. La intermitencia sería ahora producida por un destellador eléctrico. En 1971 se coloca una óptica de horizonte.